# Морини (Ријети)
Морини је насеље у Италији у округу Ријети, региону Лацио.
Према процени из 2011. у насељу је живело 28 становника. Насеље се налази на надморској висини од 700 м.